# Contrariété
La contrariété est un état d'âme déplaisant caractérisé par des effets tels que l'irritation et la distraction issues de notre propre pensée. Cela peut conduire à des émotions telles que la frustration et la colère. La faculté d'être facilement contrarié est appelée irritabilité.

## Psychologie
De nombreuses raisons expliquent la contrariété chez l'individu. La mesure de la contrariété est hautement subjective. Des études psychologiques sur la contrariété relient souvent le comportement d'un individu face à des actes répétés. Un individu peut facilement rencontrer ce type de phénomène dans les médias tels que musique populaire, mèmes et publicités qui, par leur nature, sont continuellement répétés jour après jour et mois après mois.
Une étude publiée dans l'International Journal of Conflict Management explique que la réponse d'une personne envers la contrariété, du moins lorsque la cause de la contrariété est une autre personne, s'intensifie et n'est pas immédiatement dissipée.
Une opération psychologique peut inclure des contrariétés créées pour distraire ou atténuer la cible de la contrariété. Par exemple, en 1993, le FBI a joué une musique "spécialement sélectionnée pour ses capacités à irriter" hors de l'église sur les davidiens à Waco, Texas dans le but d'irriter David Koresh et son équipe pour ensuite qu'ils se rendent.